# Ектор Фрескі
Ектор Луїс Фрескі (ісп. Héctor Luis Freschi, 22 травня 1911, Ресістенсія — 18 липня 1993, Ресістенсія) — аргентинський футболіст, що грав на позиції воротаря, зокрема, за клуб «Сарм'єнто» (Ресістенсія), а також національну збірну Аргентини.

## Клубна кар'єра
У футболі відомий за виступами за команду «Сарм'єнто» (Ресістенсія). 

## Виступи за збірну
1934 року дебютував в офіційних матчах у складі національної збірної Аргентини, зігравши на чемпіонаті світу 1934 року в Італії проти Швеції (2-3) свій єдиний матч.
Помер 18 липня 1993 року на 83-му році життя у місті Ресістенсія.